# 歴史社会学
歴史社会学（れきししゃかいがく、英: Historical Sociology）は、社会学と歴史学の手法を組み合わせて、過去を理解し、社会が時間とともにどのように発展してきたか、そしてそれが現在にどのような影響を与えているかを理解する学際的な研究分野であり、社会の歴史的変動過程を経験的に探求する社会学の一領域である。
補完的な比較分析を通じて、個別の歴史的出来事がより広い社会の進歩や現在進行中のジレンマにどのように適合しているのかを理解するために、過去と現在の相互の探求を強調する。
社会構造がどのように変化し再生産されるかに注目する歴史社会学は、人間の発展のある部分を妨げ、一方で他の部分を繁栄させる、目に見えるメカニズムと隠された構造を理解しようと努めている。このことを通して、社会構造を研究する上で過去との関わりを制限する、学問としての現代社会学の非歴史主義に挑戦すると同時に、歴史的出来事間の社会間の差異やより広範な社会パターンとの歴史的研究の関わりを断つことを批判している。
この学際的な領域は、歴史学と社会学の間のスペクトルの中で活動しており、「歴史の社会学」が一方の端に存在し、「社会の歴史学」がもう一方の端に存在している。このスペクトル全体を通して、歴史的出来事を通して社会を解剖する他の人々と比較して、社会学的なレンズを通して歴史を探求する多様な人々を見つけることができる。このスペクトルの中間に位置する歴史社会学は、このような単分野の取り組みを学際的なアプローチに絡め取ろうとするものである。

## 概要
本来は、共同体や社会現象の起源や歴史的発展の根底にある法則や原理を研究する学問分野（たとえばマックス・ウェーバーのそれ）であるが、時が経つにつれ、歴史学と社会学は2つの異なる学問分野へと発展してきた。歴史的データは、主に以下の3つの方法で使用され、今日も使用されている。
第一は パラレルな調査を通して理論を検証すること。自然科学的な法則の概念に対応し、適用される理論を証明するために、資料を集めて様々な歴史的資料を見たり、適用したりする。あるいは他方で、並行調査理論に対する社会学者は、より広く用いられているプロセスの異なる様式において、ある特定の調査事例に理論を適用することもできる。
社会学者が主に用いる第二の理論：特定の出来事や政策を適用し、対比させる。社会学者によって比較データとして用いられる特定の事象は、その特異性、あるいはそれらを構成するユニークな質によって分析され、対比され、比較される。解釈的社会学者にとって、「Verstehen」の伝統を用いることは非常に一般的である。
そして最後に、社会学者が典型的に関係づける第三の方法は、マクロな視点から因果関係を見ることである。これはミルの方法である：  
　a) 差異の原理：結果と原因が存在する事例と、結果と原因が存在しない事例を対比する 
　b)一致の原理：同じ効果を持つ事例を、（理想的には同一の）原因という観点から比較する。
ミルの方法の社会学的研究への有用性については重要な議論があり、それは歴史的研究がしばしば少数の事例にしか基づいていないという事実や、多くの社会学理論が決定論的ではなく確率論的であるという事実に関連している。今日、歴史的社会学は、細部に富んだ問いの連関によって測られる。

## 範囲
人間の主体性
社会学と歴史学の共通のテーマは、人間の主体性のパラドックスを説明することである。「主体性の問題とは、歴史や社会が絶えず、多かれ少なかれ目的をもった個人の行動によってつくられ、個人の行動がいかに目的をもったものであっても、歴史や社会によってつくられるということを、同時に、等しく認識する人間の経験を説明する方法を見つけるという問題である。
このテーマは、マルクスからスペンサーに至るまで、共生の関係によって行動が構造を生み出し、その構造が行動を規定するという形で提示されている。ここで歴史社会学は、人間の主体性を理解する鍵は、その時間的な発展を追跡することであると概説している。そうすることで、社会全体を通して人間の主体性を形成している行為と構造の変化と継続を見ることができるようになるのである。

## 比較歴史社会学
比較歴史社会学は、かつての近代化論やマルクス主義社会学などの社会変動論を批判しながら1970年代末ころからアメリカで隆盛したマクロ社会学の一分野である。基本的には近代化を、より歴史的・地域的な特性やグローバルな要因などを考慮に入れながら分析する。アメリカ社会学会では非常に影響力の強い位置にある。

## 他分野への影響
国際関係論
歴史社会学は、過去と現在を共に探求する歴史社会学の反省的有用性を利用し、世界のより広い構造的構成を静的なものとみなすことが多いリアリズムやネオリベラリズムのパラダイムに由来する、この分野における非歴史的視点に挑戦するために、国際関係学においてますます用いられるようになっている。
政治経済学
政治経済学は、政治的・経済的システムの発展を政策に反映させることを目的としている。歴史社会学は、政治経済学が(1)現在を自然な構造とみなし、(2)経路に依存した結果としての歴史に焦点を当て、(3)より広範なプロセスや「普通の」人々との関わりを制限したまま、著名な人物を中心に洞察を形成していることを批判する。